# Limnophora yulongxueshanna
Limnophora yulongxueshanna är en tvåvingeart som beskrevs av Xue och Tong 2003. Limnophora yulongxueshanna ingår i släktet Limnophora och familjen husflugor. Inga underarter finns listade i Catalogue of Life.